# Clavister
Clavister é uma empresa sueca especializada em soluções de segurança de redes de computadores, e está listada na Nasdaq First North sob a sigla CLAV.
De acordo com o Instituto de Pesquisa 451research, o escândalo de espionagem da NSA vazado por Edward Snowden abalou a credibilidade de empresas de segurança de rede baseadas nos EUA e ajudou na expansão internacional da Clavister.
A Clavister tem presença mundial com clientes como a empresa japonesa NTT-BP e o grupo alemão Marbach. Além disso, todo o tráfego dos mais de 3.000 centros de negócio da Regus, em mais de 100 países, são protegidos pela Clavister.
Na área de segurança de rede virtual, a Clavister tem parcerias com por exemplo Nokia Networks e Artesyn.
Recentemente a Clavister adquiriu a empresa sueca de soluções de autenticação PhenixID.
A Clavister aparece na primeira metade da lista Cybersecurity 500, da Cybersecurity Ventures, que, de acordo com os editores, inclui "as melhores e mais inovadoras empresas do mundo".